# Кулик Афанасій Трохимович
Афанасій Трохимович Кулик (нар. 1910, Новий Глибів, Остерський повіт — пом. 22 липня 1942, Чернігів) — червоноармієць Робітничо-селянської Червоної Армії, учасник радянського вторгнення до Польщі, радянсько-фінської та німецько-радянської війн, Герой Радянського Союзу (1940).

## Біографія
Народився 1910 року в селі Новий Глибів (нині — Козелецький район Чернігівської області України). Після закінчення трьох класів школи працював у батьківському господарстві. У 1939 році Кулик був призваний на службу в Робочо-селянську Червону Армію. Брав участь у радянському вторгненні до Польщі та радянсько-фінській війні .
До лютого 1940 року червоноармієць Афанасій Кулик був стрільцем 27-го стрілецького полку 7-ї стрілецької дивізії 7-ї армії Північно-Західного фронту. Під час одного з боїв він особисто знищив фінський дзот з усім гарнізоном, завдяки чому рота змогла продовжити наступ.
Указом Президії Верховної Ради СРСР від 21 березня 1940 року за «зразкове виконання бойових завдань командування на фронті боротьби з фінською білогвардійщиною та виявлені при цьому відвагу і геройство» червоноармієць Афанасій Кулик був удостоєний звання Героя Радянського Союзу з врученням ордена Леніна і медалі «Золота Зірка» за номером 221.
У січні 1941 року був призначений головою Остерського районного комітету фізичної культури Чернігівської області.
На початку німецько-радянської війни Кулик залишився в окупації, брав участь у підпільній роботі в Чернігівській області Української РСР.
У 1942 році заарештований гестапо і після допитів із застосуванням тортур 22 липня 1942 року розстріляний. Похований у братській могилі на старому кладовищі Чернігова.